# 1890 en droit
Cet article présente les faits marquants de l'année 1890 en droit.

## Événements
- Le tarif McKinley élève les droits de douane tout en réduisant l’excédent budgétaire. Il instaure pour la première fois des droits sur les produits agricoles et frappe à un taux prohibitif les biens susceptibles de concurrencer l’industrie locale (plusieurs industriels européens choisissent de s’installer aux États-Unis). La chute des importations entraîne la disparition des recettes. Les réserves antérieures sont dilapidées en pensions et en subventions.
- Un nouveau décret ottoman interdit l’immigration juive et européenne en Palestine (Aliyah). Pourtant les notables arabes se plaignent du favoritisme manifesté à l’égard des colons juifs par le gouverneur de Jérusalem.
- Loi d’industrialisation en Autriche-Hongrie.
- Réduction de la journée de travail à 10 heures en Espagne.

### Janvier
- 1er janvier : en Italie, un décret royal annonce la constitution de la colonie d’Érythrée.

### Juillet
- 2 juillet : conférence internationale de Bruxelles pour la suppression de l’esclavage.
- 2 juillet : vote de la loi Sherman antitrust. Concession à l’égard de l’opinion, la loi Sherman rend illégale la concentration d’entreprises. En réalité le Sherman Antitrust Act restera sans grand effet en raison de ses imprécisions et de son interprétation par la Cour Suprême, qui l’utilisera pour limiter l’activité des syndicats.

### Août
- 6 août : première utilisation de la chaise électrique, dans l'État de New York sur William Kemmler.

### Octobre
- 30 octobre : rescrit impérial sur l’éducation de philosophie néo-confucianiste au Japon.

### Novembre
- 15 novembre : La Constitution est soumise à l’Assemblée au Brésil.